# Alignement du Ménec
L'alignement du Ménec est un alignement mégalithique de Carnac, dans le Morbihan en France.

## Localisation
L'alignement est situé au nord du bourg de Carnac, le long de la route RD196 entre les hameaux du Ménec et de la Croix-Audran. L'ensemble est séparé en deux parties par la RD119 qui relie le hameau de la cité du Runell au bourg de Carnac, l'alignement dit de Toulchignan en constituant la partie la plus orientale.

## Historique
La construction du village du Ménec et celle de la route départementale qui scinde le site en deux parties sont probablement à l'origine de la disparition d'un certain nombre de pierres. L'alignement est classé au titre des monuments historiques sur la liste de 1889.

## Description
L'alignement s'étire sur 950 m de long selon une orientation globalement sud-ouest/nord-est. L'alignement comporte à son extrémité occidentale une enceinte mégalithique, mais beaucoup plus décentrée vers le sud, dont l'architecture est difficilement perceptible car elle est totalement imbriquée dans le village du Ménec. Abusivement qualifiée de « cromlech », l'enceinte est de forme ovoïde (90 m sur 70 m) délimitée par 71 menhirs. L'alignement est encore composé d'environ 1 050 menhirs répartis en 11 files à peu près équidistantes sur une largeur de 100 m côté occidental. À 400 m de l'enceinte, il y a encore dix files sur 85 m de large. Au-delà, l'alignement s'infléchit nettement vers le nord et l’ordonnancement des files se dégrade : les deux files méridionales se recoupent. À 600 m du point de départ, seules huit à neuf files sont encore identifiables sur une largeur de 70 m maximum, puis les blocs deviennent très clairsemés au niveau du hameau de la Croix Audran. Au-delà de la RD119, l'alignement reprend à nouveau (alignement dit de Toulchignan) sur une centaine de mètres avec neuf rangées clairement identifiables qui s'achèvent sur une file transversale de blocs très serrés qui pourraient correspondre au côté occidental d'une seconde enceinte ovoïde.
L'alignement présente des similitudes et des différences avec celui de Kerlescan. Comme à Kerlescan, il existe enceinte occidentale légèrement surélevée par rapport à l'alignement et les blocs sont rangés par ordre de taille décroissante vers l'est, mais ici il existait en plus une enceinte orientale et plusieurs discordances sont visibles au niveau des files : deux files se rejoignent et l'un des menhirs alignés, dit le Géant du Ménec, se détache nettement des autres par sa sveltesse et sa hauteur (3,50 m) contrastant avec les autres blocs beaucoup plus trapus. Il pourrait correspondre à un aménagement mégalithique plus ancien qui fut intégré postérieurement dans l'alignement.

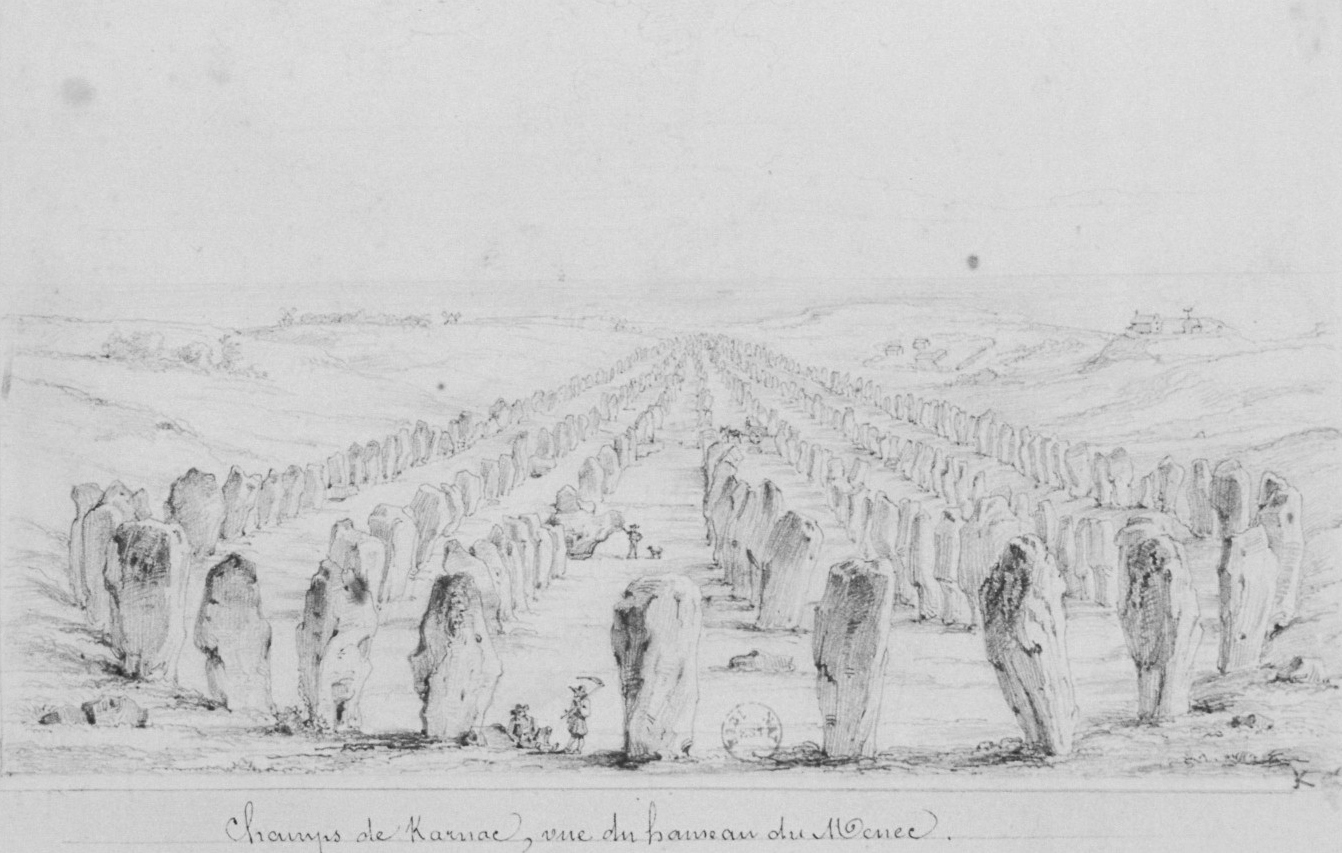
Les alignements du Ménec dessinés par Auguste Desperet vers 1850.
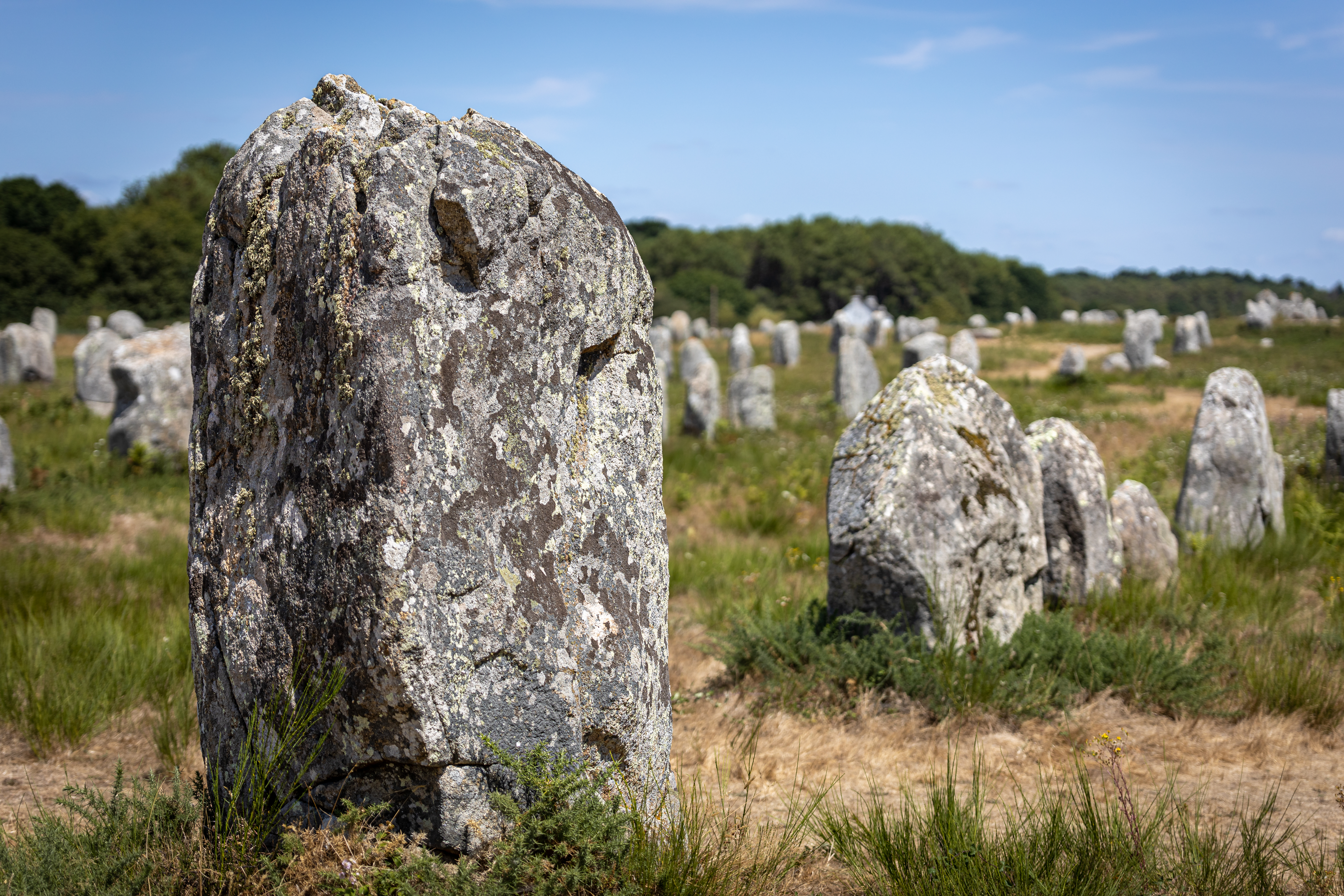
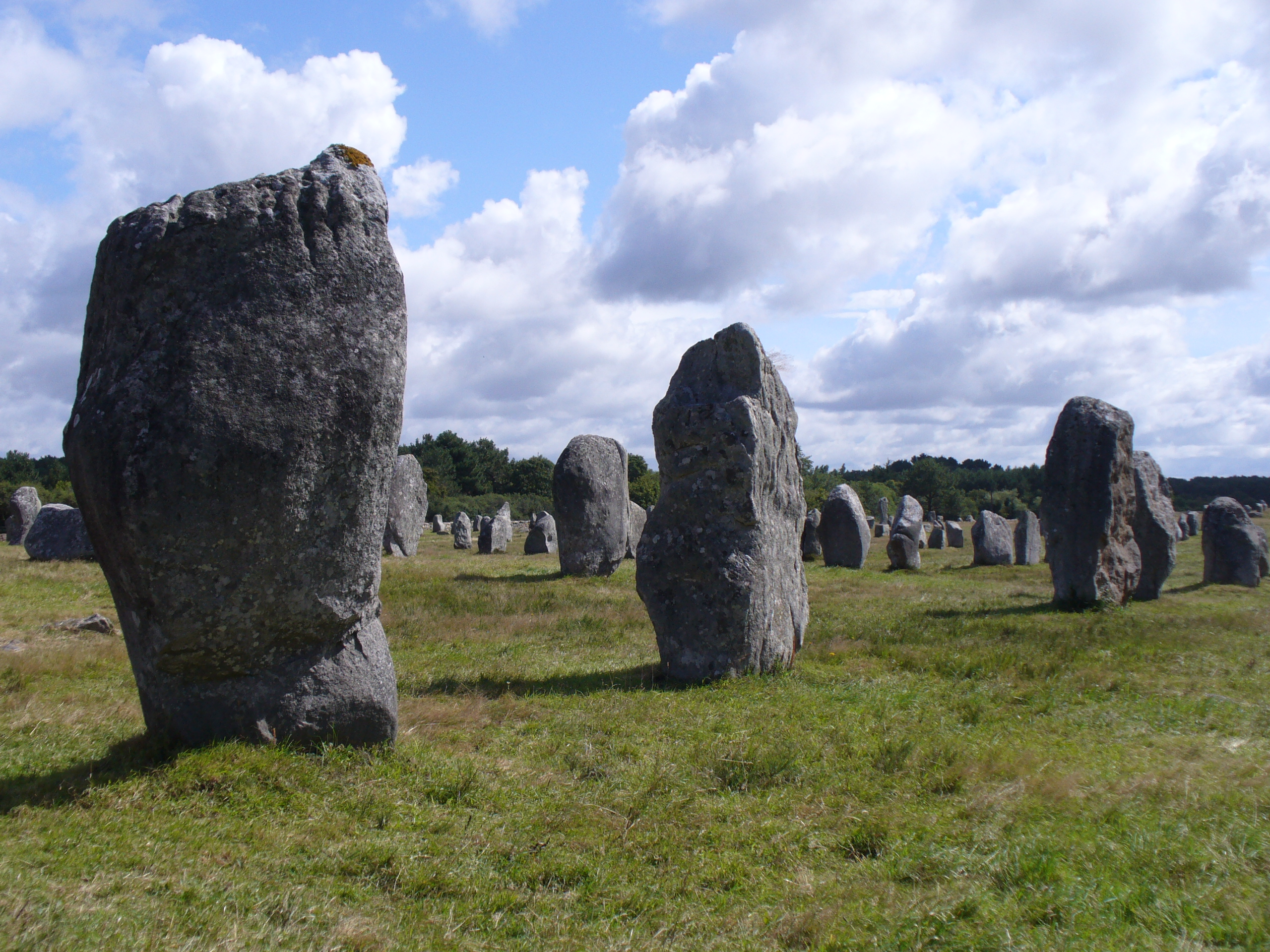
Grands menhirs de l'extrémité nord-ouest.
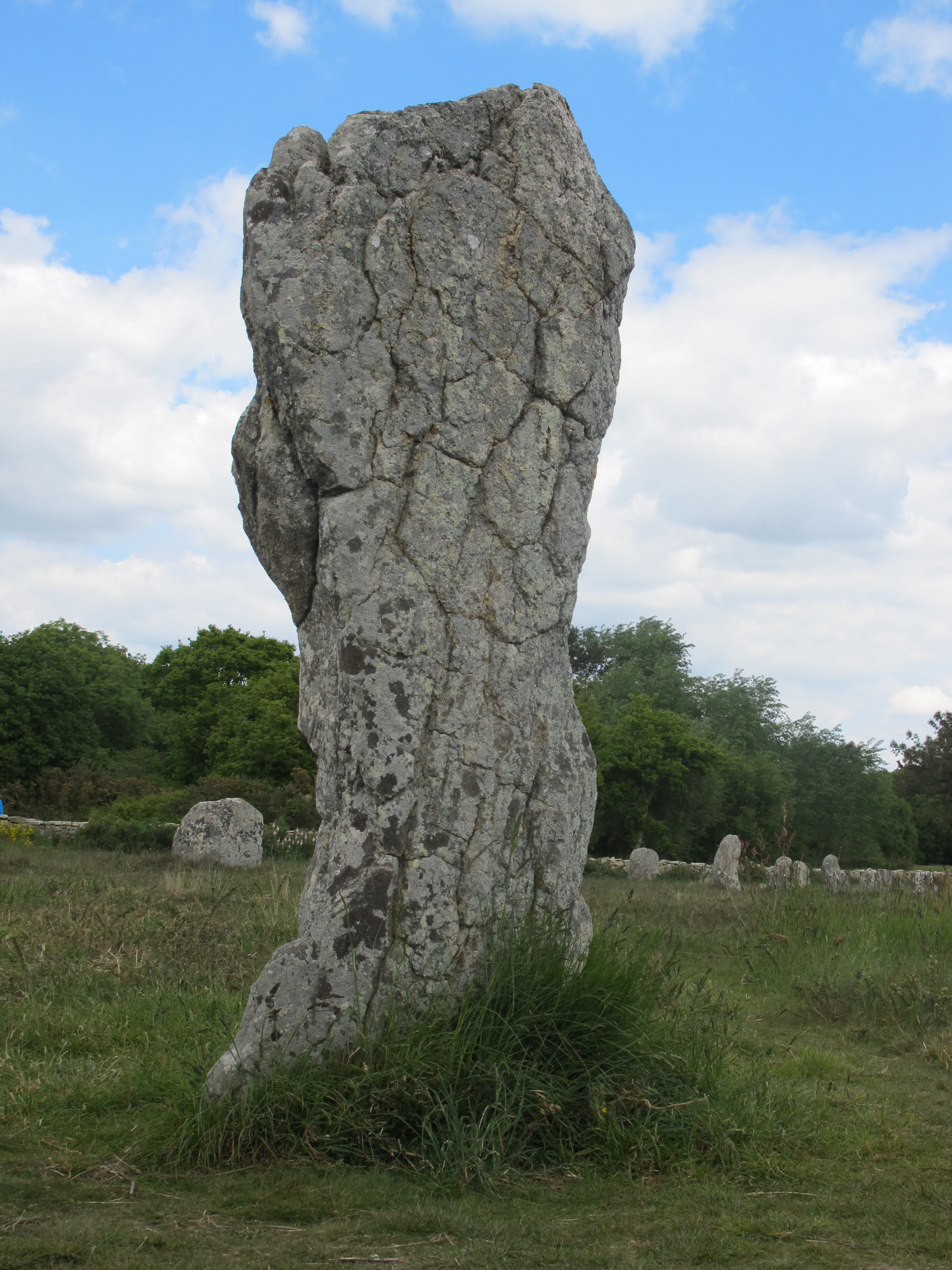
Le Géant du Ménec.